# Tatort: Die Kunst des Krieges
Die Kunst des Krieges ist ein Fernsehfilm aus der Krimireihe Tatort, der erstmals am 4. September 2016 im ORF und im Ersten ausgestrahlt wurde. Es ist die 992. Folge der Reihe, der 38. Fall des österreichischen Ermittlers Moritz Eisner, verkörpert von Harald Krassnitzer, und der vierzehnte gemeinsame Fall des Ermittlerteams Eisner/Fellner (Adele Neuhauser).

## Handlung
In einer Villa in einem Wiener Außenbezirk wird ein Toter gefunden. Ein Parson Russell Terrier, der Hund des Ermordeten, hatte so lange Alarm geschlagen, bis die Nachbarn genervt die Polizei riefen, die die Leiche fand. Die Ermittlungen ergeben, dass dem Mord eine Folterung voranging. Das Opfer wird mit dem Kopf in einer Kommodenschublade steckend gefunden, ihm fehlen beide Hände und die Zunge. Diese wurden ihm bei lebendigem Leibe abgeschnitten. Die Identität ist zunächst unklar, aufgrund der Umstände des Todes vermuten die Ermittler Oberstleutnant Moritz Eisner und Majorin Bibi Fellner einen Zusammenhang mit der organisierten Kriminalität.
Das Opfer wird als türkischer Geschäftsmann identifiziert, der das Döner-Restaurant Ali Baba betrieben hatte. Im Lokal treffen die Ermittler auf den Geschäftsführer Ramazan Tagaev, der die beiden Beamten schnell wieder loszuwerden versucht. Elsner und Fellner sind sich einig, dass das Restaurant zur Geldwäsche genutzt wird. Im Zuge weiterer Ermittlungen stellt sich die Wohnung des Opfers als illegales Bordell heraus. Daniela Vopelka vom Dezernat für Organisierte Kriminalität führt die Ermittler zu der jungen Ukrainerin Victoria Oshchypko, die im Haus des Mordopfers zur Prostitution gezwungen wurde. Durch sie erfahren die Beamten von einem Menschenhändler-Ring, dem der Tote angehört hatte. Über den Ring wurden Flüchtlinge nach Österreich geschleust, um sie hier als Arbeitssklaven oder Prostituierte zu missbrauchen. Den wahren Namen ihres Zuhälters kannte Oshchypko jedoch nicht, sie durfte ihn nur Chef nennen.
Eine Spur führt zu dem erst vor Kurzem aus der Haft entlassenen Zuhälter Andy Mittermeier, für Fellner ein guter Bekannter aus ihrer Zeit bei der Sittenpolizei. Er gibt zu, das Opfer gekannt zu haben. Die Beamten vermuten, dass er das Revier des Mordopfers übernehmen wollte und damit ein klares Tatmotiv hätte. Eisner versucht den Druck auf Mittermeier zu erhöhen, um ihn aus der Reserve zu locken. Mittermeier erklärt ihm den Krieg, der Terrier Percy und Eisner werden im Lokal von Mittermeier vergiftet, Eisner überlebt knapp. Auf der Dachterrasse eines der Blöcke des Wohnparks Alt-Erlaa kommt es zum Show-down zwischen Eisner und Mittermeier, bei dem Mittermeier und seine Leibwächterin, eine asiatische Kämpferin, von Scharfschützen des Einsatzkommandos Cobra erschossen werden.

## Hintergrund und Produktion

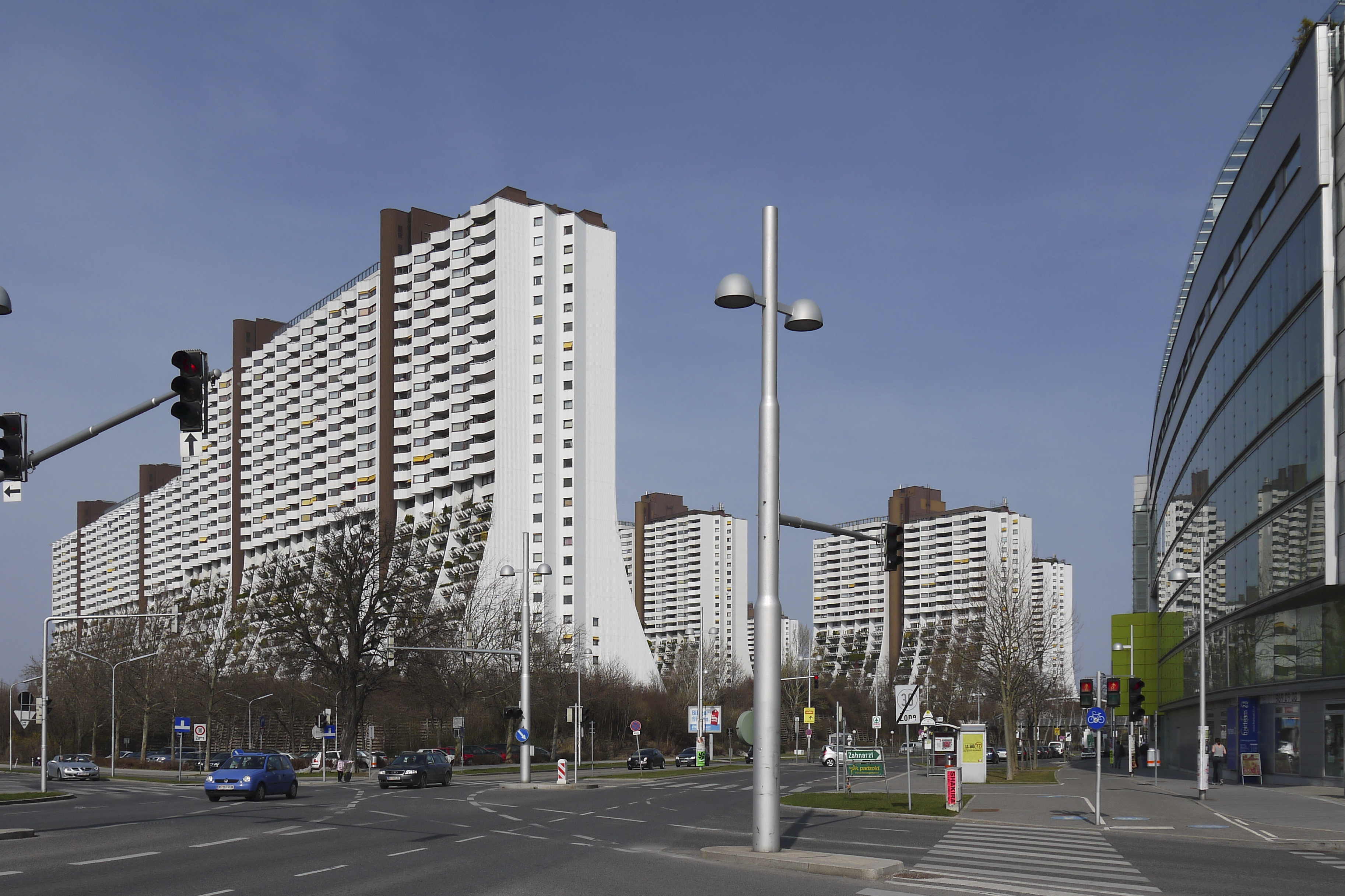
Einer der Drehorte: Wohnpark Alterlaa

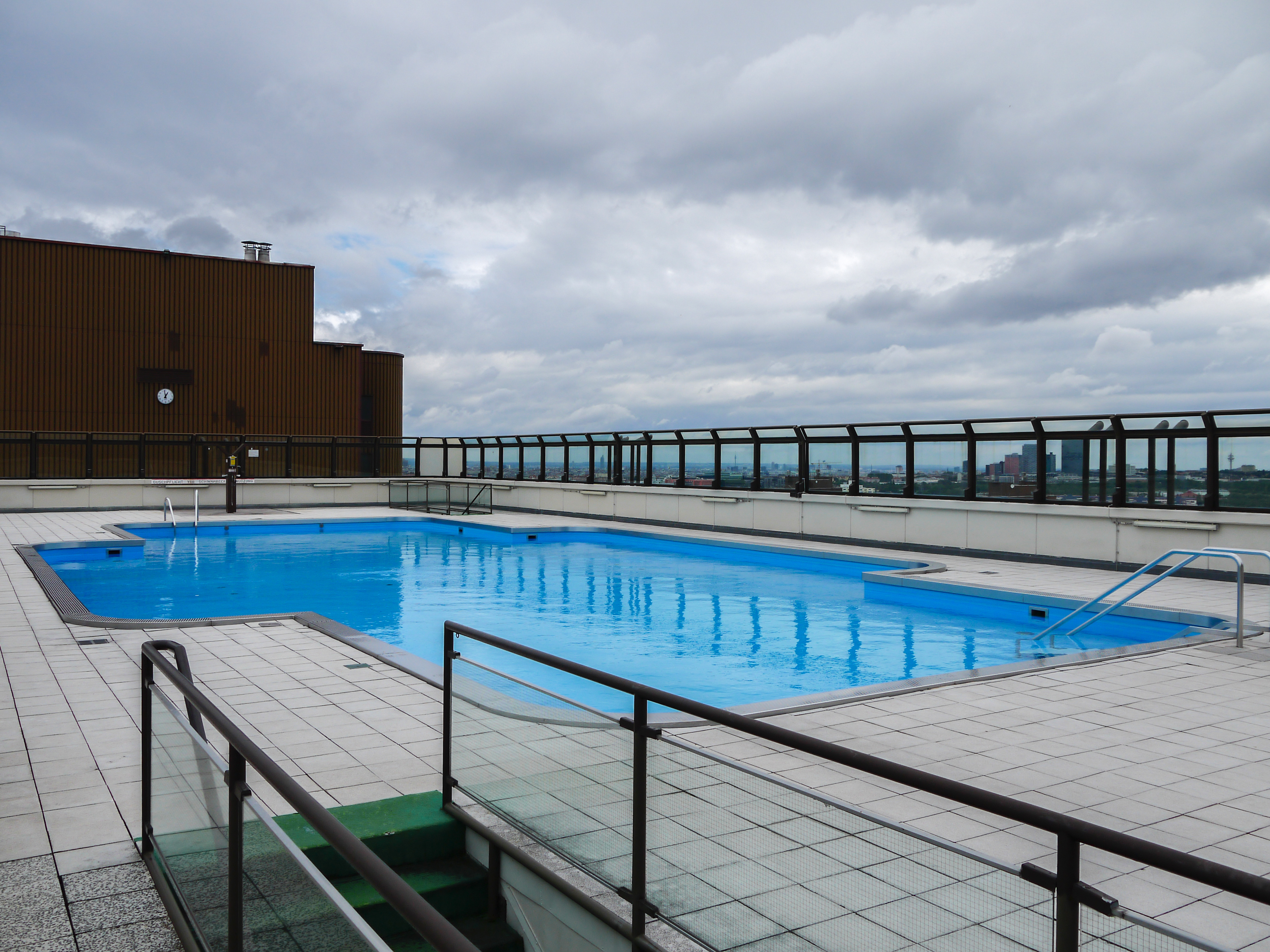
Schwimmbad am Dach eines der Blöcke des Wohnparks

Der Film wurde vom 16. März bis zum 14. April 2015 in Wien und Umgebung gedreht. Produziert wurde diese Tatort-Folge von der Superfilm-Filmproduktionsgesellschaft. Die Audiodeskription zum Film wurde wie auch beim Vorgänger wieder vom ORF selbst produziert, Sprecherin war wiederum Stefanie Müller.
Der Titel bezieht sich auf das gleichnamige Buch von Sunzi über Kriegsstrategie und -führung. Der von Michael Fuith verkörperte Zuhälter Andy Mittermeier hat chinesische Schriftzeichen aus diesem Werk auf seinen Fingern tätowiert, außerdem zitiert er in einigen Sequenzen aus dem Buch. In dieser Folge werden die Ermittler von der ehemaligen SOKO-Kitzbühel-Polizistin Kristina Sprenger in der Rolle der Daniela Vopelka vom Dezernat für Organisierte Kriminalität unterstützt.
Im Internet trauerte die Fangemeinde der Austria-Tatort-Reihe um den Terrier Hund Percy, der im realen Hundeleben Rocky hieß, und damals 10 Jahre alt war.

## Rezeption

### Kritiken
Roger Tell von tittelbach.tv schrieb: „Der Film wartet auf mit morbidem Charme, starker Atmosphäre, fiesen Typen und einer Story, wie sie typisch ist für die ORF-Beiträge zur renommierten Krimi-Reihe. […] Autor-Regisseur Thomas Roth schont die Zuschauer nicht, zeigt Skrupellosigkeit und Brutalität, setzt auf aktuell-brisante Themen wie Schleuserkriminalität und Flüchtlingsausbeutung. Dass er dabei das eine oder andere Klischee benutzt, ist wohl unvermeidlich, schmälert aber etwas den sehr guten Gesamteindruck.“
Christian Buß von Spiegel Online kritisierte den Film als für sein Thema ein bisschen zu süß, er wirke wie der Versuch einer Fortsetzung der mit dem Grimme-Preis ausgezeichneten Folge Angezählt aus dem Jahr 2013. Im Vergleich zur ebenfalls von Thomas Roth inszenierten und exakt recherchierten Folge Deckname Kidon würden die Informationen in Die Kunst des Krieges wie hingeworfen wirken, die Figur Andy Mittermeier erscheine in seinem pelzbesetzten Mantel ein bisschen so […], wie sich der Regisseur einer Schultheateraufführung Mackie Messer vorstellen mag.

### Einschaltquoten
Die Erstausstrahlung von Die Kunst des Krieges am 4. September 2016 wurde in Deutschland von 7,50 Millionen Zuschauern gesehen und erreichte einen Marktanteil von 21,6 % für Das Erste. Im ORF wurde die Erstausstrahlung von durchschnittlich 751.000 Sehern verfolgt.